# Elvis Andrus
Elvis Augusto Andrus Torres (Maracay, 26 agosto 1988) è un ex giocatore di baseball venezuelano naturalizzato statunitense, interbase.
Il 26 luglio 2019, Andrus ha ottenuto la cittadinanza statunitense.

## Carriera

### Inizi e Minor League (MiLB)
Andrus firmò il 25 gennaio 2005, all'età di 16 anni, un contratto con gli Atlanta Braves con un bonus alla firma di 500.000 dollari. Venne assegnato nello stesso anno nella classe Rookie, giocando in due diverse squadre.
Nel 2006 giocò l'intera stagione nella classe A.
Il 31 luglio 2007, i Braves scambiarono Andrus, Neftalí Feliz, Matt Harrison, Jarrod Saltalamacchia e il giocatore di minor league Beau Jones con i Texas Rangers per Ron Mahay e Mark Teixeira. Durante la stagione 2007 partecipò alla classe A-avanzata, nelle squadre affiliate alle due franchigie. Nel 2008 militò nella Doppia-A.

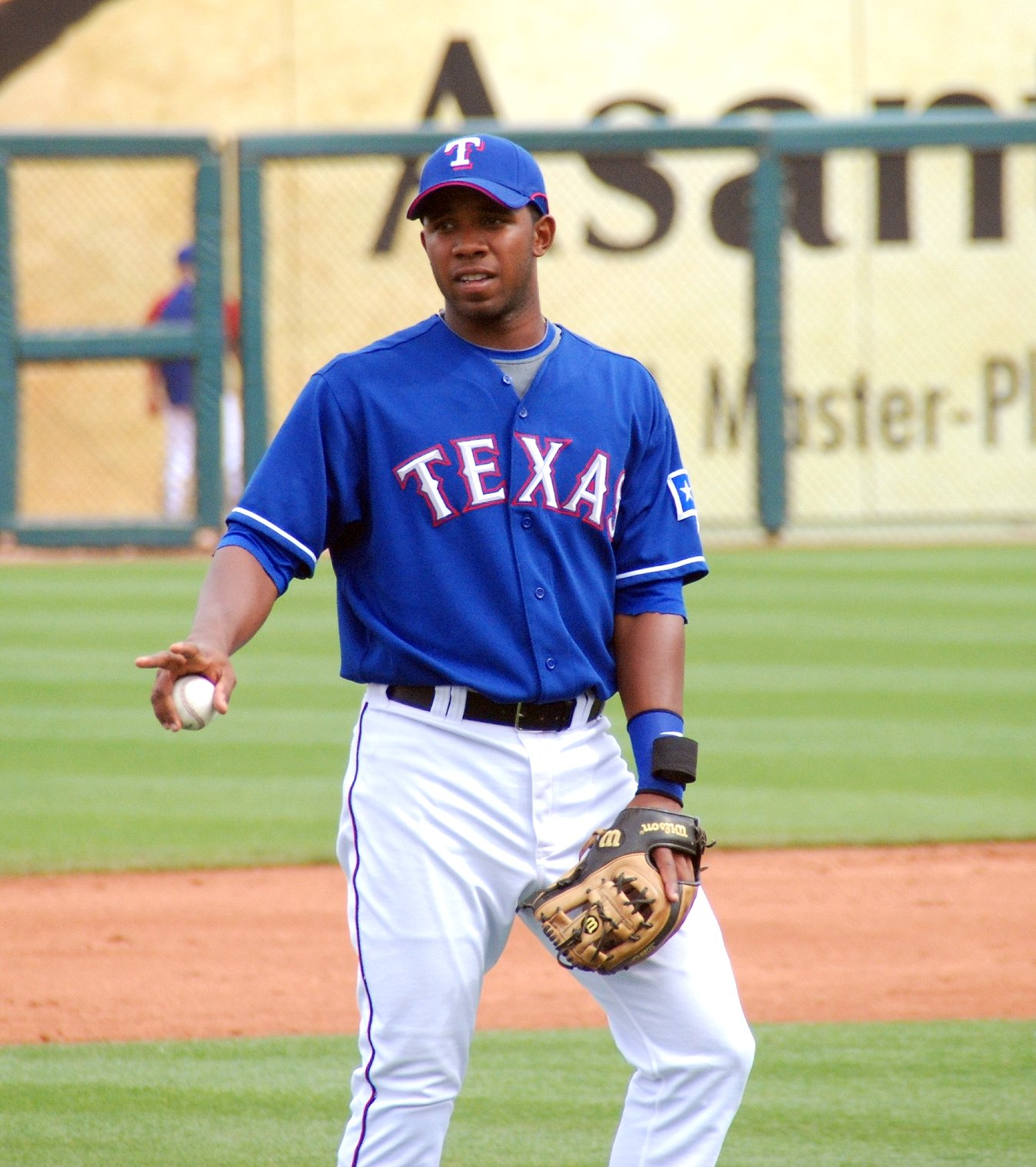
Andrus con i Rangers nel 2009

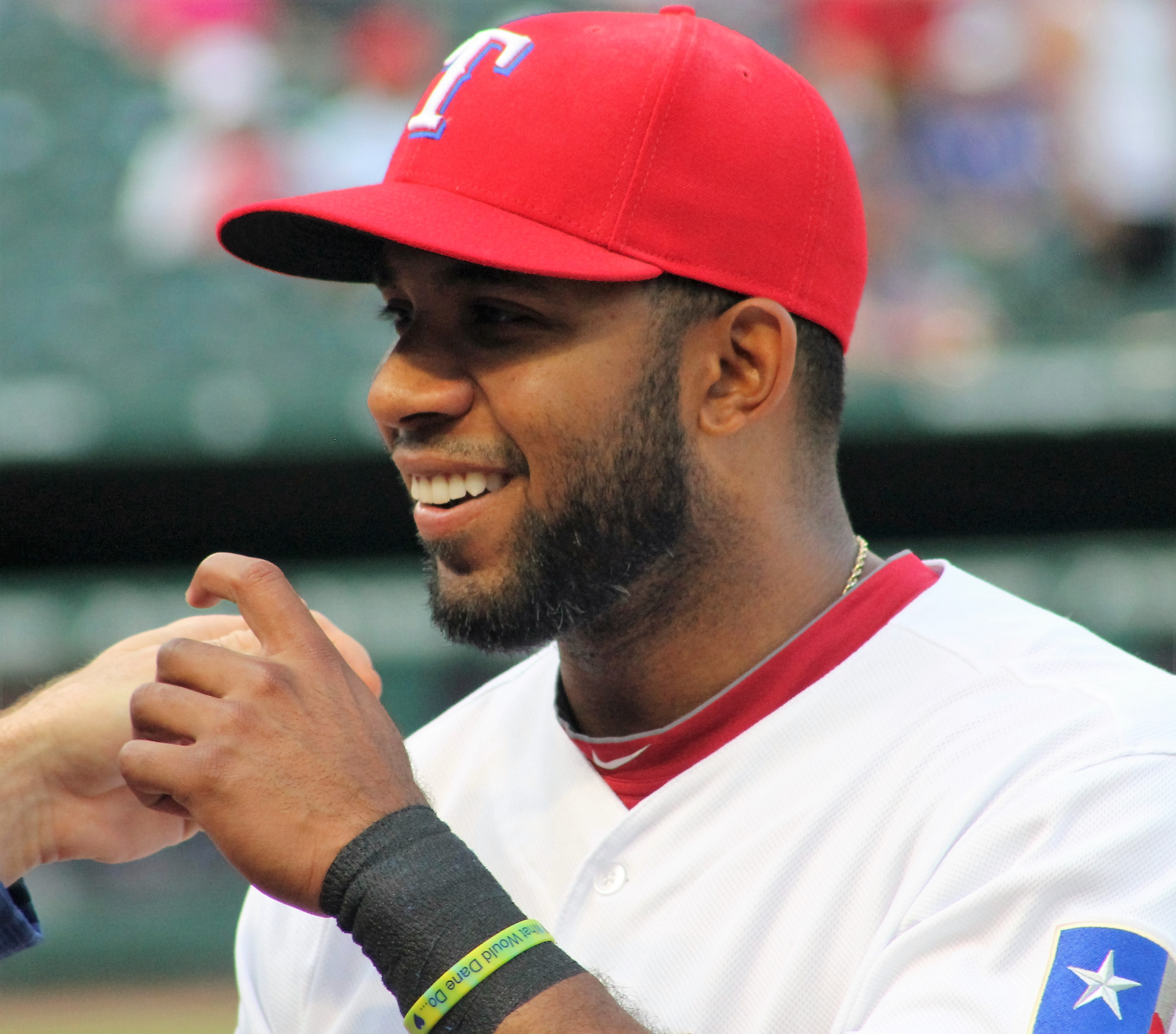
Andrus nel 2016

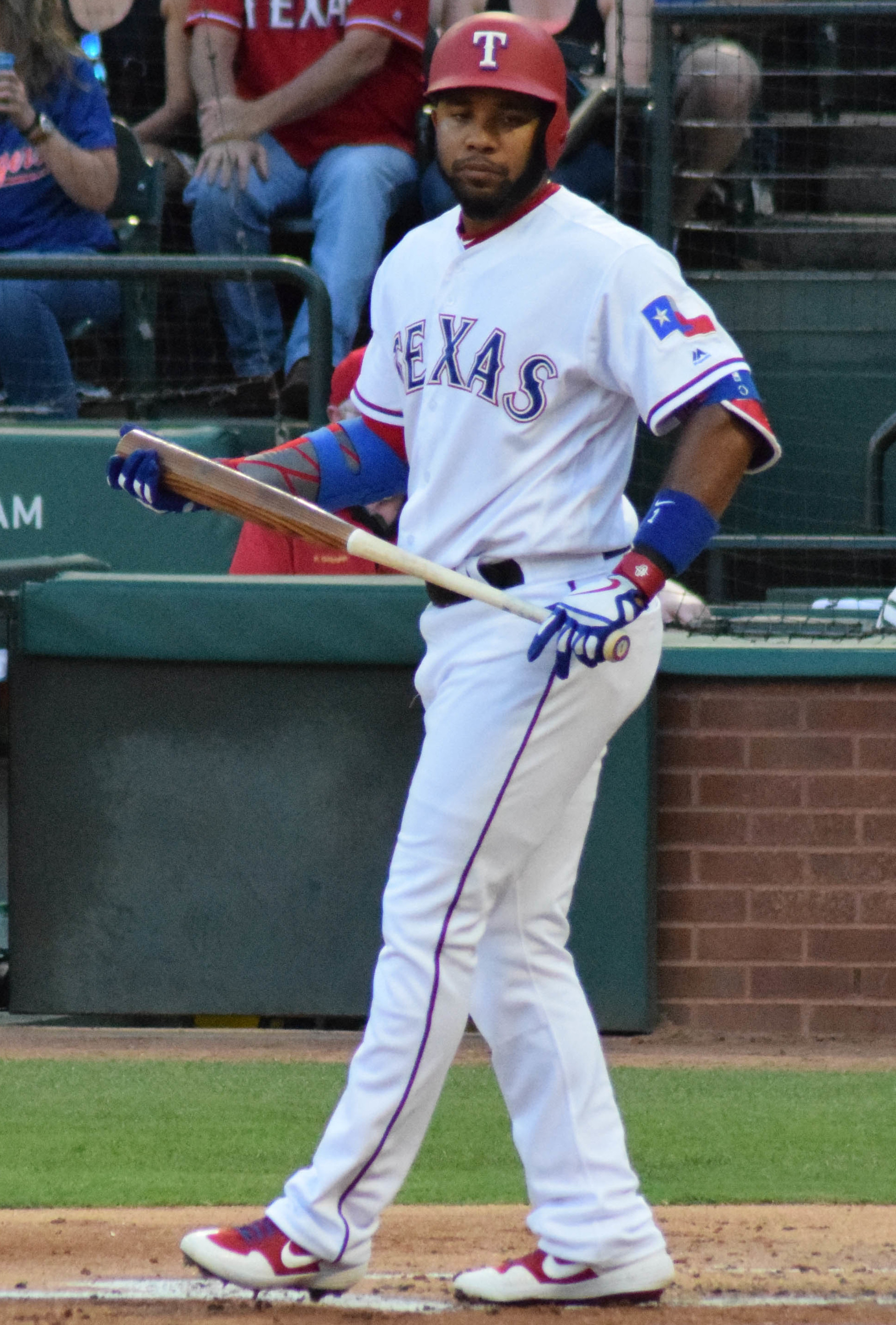
Andrus con i Rangers nel 2019

### Major League (MLB)
Andrus debuttò nella MLB il 6 aprile 2009, al Rangers Ballpark di Arlington contro i Cleveland Indians. Batté la sua prima valida, segnò il primo punto e venne eliminato una volta per strikeout. L'8 aprile, sempre contro gli Indians, batté il suo primo fuoricampo. Il 28 luglio, divenne il decimo giocatore della storia della MLB a rubare 20 basi prima di compiere i 21 anni d'età. Nella sua stagione d'esordio, Andrus giocò l'intera stagione nella MLB totalizzando 145 presenze.
Nel 2010 venne convocato per il suo primo All-Star Game. Finita la stagione regolare, partecipò al suo primo post stagione e alle prime World Series, replicando l'esperienza l'anno seguente.
Nel 2012 venne convocato per il suo secondo All-Star Game.
Prima dell'inizio della stagione regolare 2013, Andrus firmò un'estensione del contratto di 8 anni dal valore complessivo di 120 milioni di dollari. Fu il giocatore della American League (e dell'intera MLB), con il maggior numero di singoli battuti nella stagione 2013.
L'11 aprile 2018, Andrus venne colpito da un lancio al braccio destro che lo costrinse ad abbandonare la partita. Gli accertamenti medici rilevarono una frattura al gomito e Andrus venne inserito nella lista infortunati per la prima volta nella carriera in MLB. Non furono necessari interventi chirurgici e tornò disponibile il 18 giugno.
Il 6 febbraio 2021, i Rangers scambiarono Andrus e Aramis Garcia con gli Oakland Athletics per Khris Davis, Jonah Heim e il giocatore di minor league Dane Acker.

## Nazionale
Andrus venne convocato dalla nazionale venezuelana per partecipare al World Baseball Classic 2013.

## Palmares
- MLB All-Star: 2

2010, 2012